# رابرت لوجا
رابرت لوجا (انگلیسی: Robert Loggia؛ زادهٔ ۳ ژانویهٔ ۱۹۳۰ - ۴ دسامبر ۲۰۱۵) هنرپیشه اهل ایالات متحده آمریکا بود. وی از سال ۱۹۵۱ میلادی تا ۲۰۱۵ مشغول فعالیت بود.
از فیلم‌هایی که وی در آن نقش داشته‌است، می‌توان به سوپرانوز، صورت‌زخمی، روز استقلال، الیور و دوستان، بزرگراه گمشده، شرف خانواده پریتزی، بزرگ، چه!، انتقام پلنگ صورتی، نفرین پلنگ صورتی، من عاشق دردسرم، بازگشت به من، روانی ۲، دختران بد، تعقیب آتشین، حومه، فراموشش کن، پیروزی روح، زبری لازم، باکره آمریکایی، خون‌سرد، گابی: یک داستان واقعی، آخرین خال‌کوبی، معامله و مرد متأهل اشاره کرد.
رابرت لوجا در تاریخ ۴ دسامبر ۲۰۱۵ در خانه‌اش درگذشت.